# マーク・ラトナー
マーク・ラトナー（Marc Ratner）は、総合格闘技団体「UFC」の規制担当副社長。ネバダ州アスレチック・コミッションの元エグゼクティブ・ディレクター。

## 来歴
アリゾナ州フェニックスで生まれ、ネバダ州ラスベガスで育った。ネバダ大学リノ校を経営管理の学士号を取得して卒業した。
1985年、大学卒業後にネバダ州アスレチック・コミッション入り。
1987年、ネバダ州アスレチック・コミッションのチーフ・インスペクターに就任。
1992年、ネバダ州アスレチック・コミッションのエグゼクティブ・ディレクター
（業務執行取締役）に就任。
2006年5月15日、ネバダ州アスレチック・コミッションのエグゼクティブ・ディレクターを辞職して、UFCに規制担当副社長（ヴァイスプレジデント）として入社。

### 人物
2005年、世界ボクシング殿堂で殿堂入り。
2012年、ネバダ州ボクシング殿堂で殿堂入り。
2020年11月21日、UFC殿堂入りが発表された。